# Тюбінгенська університетська бібліотека
Тюбінгенська університетська бібліотека (нім. Universitätsbibliothek Tübingen) — головна бібліотека Тюбінгенського університету, одного з найбільших і найвідоміших університетів землі Баден-Вюртемберг, Німеччина.
У бібліотеці працювали Герман Курц, Адальберт фон Келлер, Роберт фон Моль та Рудольф фон Рот.

## Історія

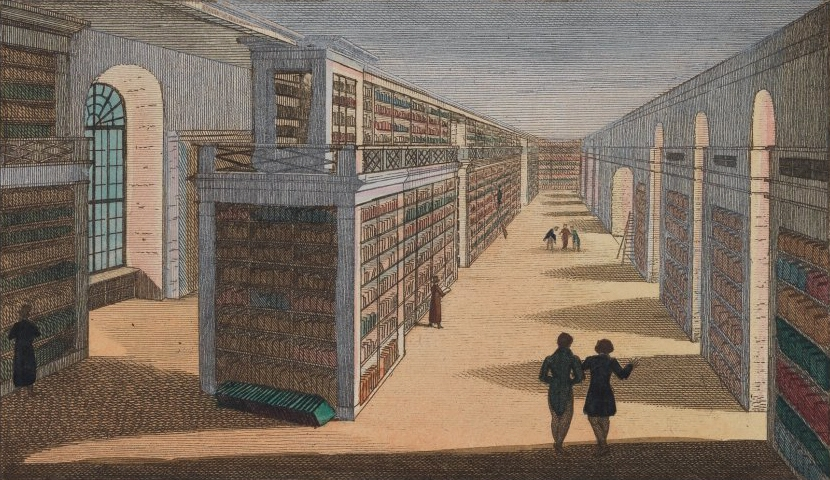
Бібліотека у замку (близько 1822 року)

Після заснування університету в 1477 році бібліотека розташовувалась у так званому Сапіенцгаусі, пізніше її перенесли в Альте-Аула («Стару аудиторію»), колишню головну будівлю університету, потім — у замок Гоентюбінген. Найстаріша споруда бібліотеки на її нинішньому місці розташування (офіційно частина архітектурно-культурної спадщини міста) була збудована у 1912 році; архітектором був Поль Бонац. Основна бібліотека розташована в центрі університетського кварталу Тюбінгена, на схід від старого міста, неподалік більшості університетських будівель факультетів гуманітарних і соціальних наук. Другу філію бібліотеки відкрили на околиці Тюбінгена, в Морґенштелле (Morgenstelle), де розташовані факультети медицини та природничих наук.

## Фонди
1776 року бібліотека налічувала 15 тис. томів; до 1822 року це число збільшилося до 60 тис., до 1912 — до 514 тис., а до 1963 — до 1204 тис. На сьогоднішній день загальний фонд становить приблизно 3,4 млн одиниць зберігання.
У 2008 році бюджет бібліотеки становив трохи більше 9 млн євро, кількість співробітників — 128 осіб. Близько 340 тис. осіб, що більш ніж утричі перевищує населення міста Тюбінген, були зареєстровані як користувачі (бібліотекою можуть користуватися не лише студенти університету, а й будь-який мешканець Баден-Вюртемберга).